# Fed Cup 2010
De Fed Cup werd in 2010 voor de 48e keer gehouden. De Fed Cup is de jaarlijkse internationale tenniscompetitie voor landenteams, voorbehouden aan vrouwen. Dit jaar deden 80 teams met het toernooi mee.
Titelverdediger Italië won voor de derde keer in vijf jaar tijd de titel. Het versloeg in de finale de Verenigde Staten in een uitwedstrijd met 3-1.

## Wereldgroep I
|  | eerste ronde 6 en 7 februari | eerste ronde 6 en 7 februari |                                |   | halve finale 24 en 25 april | halve finale 24 en 25 april |  |  | finale 6 en 7 november | finale 6 en 7 november |
|  |                              |                              |                                |   |                             |                             |  |  |                        |                        |
|  |                              |                              |                                |   |                             |                             |  |  |                        |                        |
|  | Liévin (gravel, binnen)      |                              |                                |   |                             |                             |  |  |                        |                        |
|  |                              |                              |                                |   |                             |                             |  |  |                        |                        |
|  | Frankrijk                    | 1                            |                                |   |                             |                             |  |  |                        |                        |
|  | Frankrijk                    | 1                            | Birmingham (hardcourt, binnen) |   |                             |                             |  |  |                        |                        |
|  | Verenigde Staten (4)         | 4                            |                                |   |                             |                             |  |  |                        |                        |
|  | Verenigde Staten (4)         | 4                            | Verenigde Staten (4)           | 3 |                             |                             |  |  |                        |                        |
|  | Belgrado (hardcourt, binnen) |                              | Verenigde Staten (4)           | 3 |                             |                             |  |  |                        |                        |
|  |                              | Rusland (3)                  | 2                              |   |                             |                             |  |  |                        |                        |
|  | Servië                       | Rusland (3)                  | 2                              | 2 |                             |                             |  |  |                        |                        |
|  | Servië                       |                              | San Diego (hardcourt, binnen)  | 2 |                             |                             |  |  |                        |                        |
|  | Rusland (3)                  | 3                            |                                |   |                             |                             |  |  |                        |                        |
|  | Rusland (3)                  | 3                            | Verenigde Staten (4)           | 1 |                             |                             |  |  |                        |                        |
|  | Charkov (hardcourt, binnen)  |                              | Verenigde Staten (4)           | 1 |                             |                             |  |  |                        |                        |
|  |                              | Italië (1)                   | 3                              |   |                             |                             |  |  |                        |                        |
|  | Oekraïne                     | Italië (1)                   | 3                              | 1 |                             |                             |  |  |                        |                        |
|  | Oekraïne                     | Rome (gravel, buiten)        |                                | 1 |                             |                             |  |  |                        |                        |
|  | Italië (1)                   | 4                            |                                |   |                             |                             |  |  |                        |                        |
|  | Italië (1)                   | 4                            | Italië (1)                     | 5 |                             |                             |  |  |                        |                        |
|  | Brno (hardcourt, binnen)     |                              | Italië (1)                     | 5 |                             |                             |  |  |                        |                        |
|  |                              | Tsjechië (2)                 | 0                              |   |                             |                             |  |  |                        |                        |
|  | Tsjechië (2)                 | Tsjechië (2)                 | 0                              | 3 |                             |                             |  |  |                        |                        |
|  | Tsjechië (2)                 |                              |                                | 3 |                             |                             |  |  |                        |                        |
|  | Duitsland                    | 2                            |                                |   |                             |                             |  |  |                        |                        |
|  | Duitsland                    | 2                            |                                |   |                             |                             |  |  |                        |                        |

Eerstgenoemd team speelde thuis.

## Wereldgroep II
Er waren acht deelnemende landen in Wereldgroep II. In het weekeinde van 6 en 7 februari 2010 speelde iedere deelnemer een landenwedstrijd tegen een door loting bepaalde tegenstander.
- Winnaars Australië, België, Estland en Slowakije gingen naar de Wereldgroep I play-offs.
- Verliezers Spanje, Polen, Argentinië en China gingen naar de Wereldgroep II play-offs.

## Wereldgroep I play-offs
Er waren acht deelnemende landen in de Wereldgroep I play-offs. In het weekeinde van 24 en 25 april 2010 speelde iedere deelnemer een landenwedstrijd tegen een door loting bepaalde tegenstander.
- Frankrijk (Wereldgroep I) alsmede Estland (Wereldgroep II) continueerden hun positie.
- België, Australië en Slowakije promoveerden van Wereldgroep II in 2010 naar Wereldgroep I in 2011.
- Oekraïne, Duitsland en Servië degradeerden van Wereldgroep I in 2010 naar Wereldgroep II in 2011.

## Wereldgroep II play-offs
Er waren acht deelnemende landen in de Wereldgroep II play-offs. In het weekeinde van 24 en 25 april 2010 speelde iedere deelnemer een landenwedstrijd tegen een door loting bepaalde tegenstander.
- Spanje handhaafde haar niveau, en bleef in Wereldgroep II.
- Canada, Slovenië en Zweden promoveerden van hun regionale zone in 2010 naar Wereldgroep II in 2011.
- Japan wist niet te ontstijgen aan haar regionale zone.
- Argentinië, China en Polen degradeerden van Wereldgroep II in 2010 naar hun regionale zone in 2011.

## België
België speelde in het weekeinde van 6 en 7 februari 2010 in de eerste ronde van Wereldgroep II uit tegen Polen. Het Belgische team bestond uit Yanina Wickmayer, Kirsten Flipkens, Sofie Oyen en An-Sophie Mestach. Wickmayer won haar twee enkelspelwedstrijden tegen Marta Domachowska en Agnieszka Radwańska. Flipkens verloor van Radwańska, maar haalde door haar zege tegen Domachowska het beslissende derde punt binnen voor België. Het Poolse duo Jans/Rosolska wist nog de laatste dubbelspelwedstrijd te winnen tegen Oyen en Mestach.
België speelde op 24 en 25 april een landenwedstrijd voor de promotie naar Wereldgroep I tegen Estland. Het team bestond uit Kim Clijsters, Yanina Wickmayer, Justine Henin en Kirsten Flipkens, onder aanvoering van Sabine Appelmans. Net voor aanvang van het duel brak Justine Henin haar linkerpink, waardoor zij aanvankelijk geen enkelspelwedstrijden zou spelen. Na de eerste dag leidde het Belgische team met 2-0. Kim Clijsters versloeg Maret Ani in twee sets. Clijsters liep echter wel voetblessure op tijdens deze wedstrijd. Yanina Wickmayer wist Kaia Kanepi te verslaan in drie sets. Tijdens de tweede dag van de confrontatie verloor Justine Henin, die de geblesseerde Clijsters verving, haar duel tegen Kaia Kanepi in drie sets. In het volgende duel wist Yanina Wickmayer het Belgische team naar Wereldgroep I te leiden door haar zege in drie sets tegen Maret Ani. In de laatste dubbelspelwedstrijd brachten Maret Ani en Margit Rüütel de eindstand op 3-2 na een zege in drie sets tegen Flipkens en Wickmayer.
| datum      | tegenstander | uitslag | locatie | groep | ronde             | w/v   |
| ---------- | ------------ | ------- | ------- | ----- | ----------------- | ----- |
| 2010-02-06 | Polen        | 3-2     | uit     | WG II | 1e ronde          | winst |
| 2010-04-24 | Estland      | 3-2     | thuis   | WG II | promotiewedstrijd | winst |

## Nederland
Nederland speelde in groep I van de Europees/Afrikaanse zone waarin 16 landen uitkwamen. Er werd gespeeld in vier poules. De winnaars van de poules maakten onderling uit welke twee teams in april een wedstrijd gingen spelen voor de promotie naar Wereldgroep II. De teams die als laatste eindigden in hun poule maakten onderling uit welke twee landen degradeerden naar groep II van de Europees/Afrikaanse zone.
Het Nederlandse team bestond uit Arantxa Rus, Richèl Hogenkamp, Chayenne Ewijk en Nicole Thijssen, onder aanvoering van Manon Bollegraf.
Nederland werd geloot in poule A samen met Bulgarije, Israël en Slovenië. Het Nederlandse team kon de duels tegen Bulgarije en Israël winnen, maar door een nederlaag tegen Slovenië eindigde Nederland op de tweede plaats in poule A. In de play-off om de vijfde plaats won Nederland nog de landenwedstrijd tegen Groot-Brittannië. Nederland speelde dus ook in 2011 in groep I van de Europees/Afrikaanse zone.
| datum      | tegenstander        | uitslag | locatie  | groep    | ronde                  | w/v     |
| ---------- | ------------------- | ------- | -------- | -------- | ---------------------- | ------- |
| 2010-02-03 | Bulgarije           | 2-1     | Portugal | EPA G1 A | groepsfase             | winst   |
| 2010-02-04 | Slovenië            | 1-2     | Portugal | EPA G1 A | groepsfase             | verlies |
| 2010-02-05 | Israël              | 3-0     | Portugal | EPA G1 A | groepsfase             | winst   |
| 2010-02-06 | Verenigd Koninkrijk | 2-1     | Portugal | EPA G1   | play-off voor plaats 5 | winst   |

## Legenda
| niveau 1 | niveau 2 | niveau 3 | niveau 4 | niveau 5 |